# TSV Altenholz
TSV Altenholz is een sportvereniging uit Altenholz in de Duitse deelstaat Sleeswijk-Holstein. De voornaamste sporten die beoefend worden zijn handbal en voetbal. De thuiswedstrijden worden gespeeld in het stadion aan de Klausdorfer Straße, waar 5.000 toeschouwers terechtkunnen. In 2010 degradeerde de club uit de Schleswig-Holstein-Liga en kon na twee seizoenen terugkeren. In 2017 degradeerde de club opnieuw.

## Eindklasseringen vanaf 1992
| Seizoen | Competitie                             | Niveau | Eindstand | DFB Pokal | Opmerking                                                                   |
| ------- | -------------------------------------- | ------ | --------- | --------- | --------------------------------------------------------------------------- |
| 1991/92 | Bezirksklasse Schleswig-Holstein (Ost) | VII    | 1         | --        |                                                                             |
| 1992/93 | Bezirksliga Schleswig-Holstein (Ost)   | VI     | 1         | --        |                                                                             |
| 1993/94 | Landesliga Schleswig-Holstein (Nord)   | V      | 2         | --        |                                                                             |
| 1994/95 | Verbandsliga Schleswig-Holstein        | V      | 12        | --        | herinvoering Regionalliga                                                   |
| 1995/96 | Verbandsliga Schleswig-Holstein        | V      | 3         | --        |                                                                             |
| 1996/97 | Verbandsliga Schleswig-Holstein        | V      | 1         | --        |                                                                             |
| 1997/98 | Oberliga Hamburg/Schleswig-Holstein    | IV     | 6         | --        |                                                                             |
| 1998/99 | Oberliga Hamburg/Schleswig-Holstein    | IV     | 13        | --        |                                                                             |
| 1999/00 | Oberliga Hamburg/Schleswig-Holstein    | IV     | 3         | --        |                                                                             |
| 2000/01 | Oberliga Hamburg/Schleswig-Holstein    | IV     | 10        | --        | Finale SHFV-Pokal > VfB Lübeck, 0-5                                         |
| 2001/02 | Oberliga Hamburg/Schleswig-Holstein    | IV     | 15        | --        |                                                                             |
| 2002/03 | Oberliga Hamburg/Schleswig-Holstein    | IV     | 12        | --        | vrijwillige degradatie i.v.m. ontbreken sponsoren                           |
| 2003/04 | Bezirksoberliga Ost                    | VI     | 3         | --        |                                                                             |
| 2004/05 | Bezirksoberliga Ost                    | VI     | 3         | --        |                                                                             |
| 2005/06 | Bezirksoberliga Ost                    | VI     | 1         | --        |                                                                             |
| 2006/07 | Verbandsliga Schleswig-Holstein        | V      | 11        | --        |                                                                             |
| 2007/08 | Verbandsliga Schleswig-Holstein        | V      | 9         | --        |                                                                             |
| 2008/09 | Schleswig-Holstein Liga                | V      | 14        | --        |                                                                             |
| 2009/10 | Schleswig-Holstein Liga                | V      | 17        | --        |                                                                             |
| 2010/11 | Verbandsliga Nord-Ost                  | VI     | 2         | --        |                                                                             |
| 2011/12 | Verbandsliga Nord-Ost                  | VI     | 1         | --        |                                                                             |
| 2012/13 | Schleswig-Holstein Liga                | V      | 11        | --        |                                                                             |
| 2013/14 | Schleswig-Holstein Liga                | V      | 5         | --        |                                                                             |
| 2014/15 | Schleswig-Holstein Liga                | V      | 8         | --        |                                                                             |
| 2015/16 | Schleswig-Holstein Liga                | V      | 9         | --        |                                                                             |
| 2016/17 | Schleswig-Holstein Liga                | V      | 16        | --        |                                                                             |
| 2017/18 | Landesliga Schleswig                   | VI     | 7         | --        |                                                                             |
| 2018/19 | Landesliga Schleswig                   | VI     | 13        | --        |                                                                             |
| 2019/20 | Landesliga Schleswig                   | VI     | 1         | --        | competitie afgebroken i.v.m. coronapandemie                                 |
| 2020/21 | Oberliga Schleswig-Holstein            | V      | --        | --        | competitie afgebroken i.v.m. coronapandemie. Er wordt geen stand opgemaakt. |
| 2021/22 | Oberliga Schleswig-Holstein            | V      | 15        | --        | 6e Groep Noord                                                              |
| 2022/23 | Landesliga Mitte                       | VI     | 6         | --        |                                                                             |
| 2023/24 | Landesliga Schleswig                   | VI     | 9         | --        |                                                                             |
| 2024/25 | Landesliga Schleswig                   | VI     | 14        | --        |                                                                             |